# Johan Forssell
Carl Johan Henrik Forssell (ur. 8 grudnia 1979 w Sztokholmie) – szwedzki polityk, działacz Umiarkowanej Partii Koalicyjnej, poseł do Riksdagu, od 2022 minister.

## Życiorys
Ukończył szkołę średnią w Örebro, a w 2004 studia ekonomiczne w Wyższej Szkole Handlowej w Sztokholmie. Zaangażował się w działalność polityczną w ramach Umiarkowanej Partii Koalicyjnej. W latach 2004–2006 pełnił funkcję przewodniczącego jej organizacji młodzieżowej MUF. W wyborach w 2006 po raz pierwszy uzyskał mandat deputowanego do Riksdagu. W tym samym roku zrezygnował z zasiadania w parlamencie w związku z powołaniem na stanowisko szefa gabinetu premiera Fredrika Reinfeldta. W 2007 został natomiast dyrektorem do spraw planowania w strukturze swojego ugrupowania. W 2010 powrócił do Riksdagu, z powodzeniem ubiegał się o poselską reelekcję w 2014, 2018 i 2022.
W październiku 2022 objął urząd ministra do spraw pomocy rozwojowej i handlu zagranicznego w utworzonym wówczas rządzie Ulfa Kristerssona. We wrześniu 2024 przeszedł na stanowisko ministra migracji w tym samym gabinecie.